# 冯简

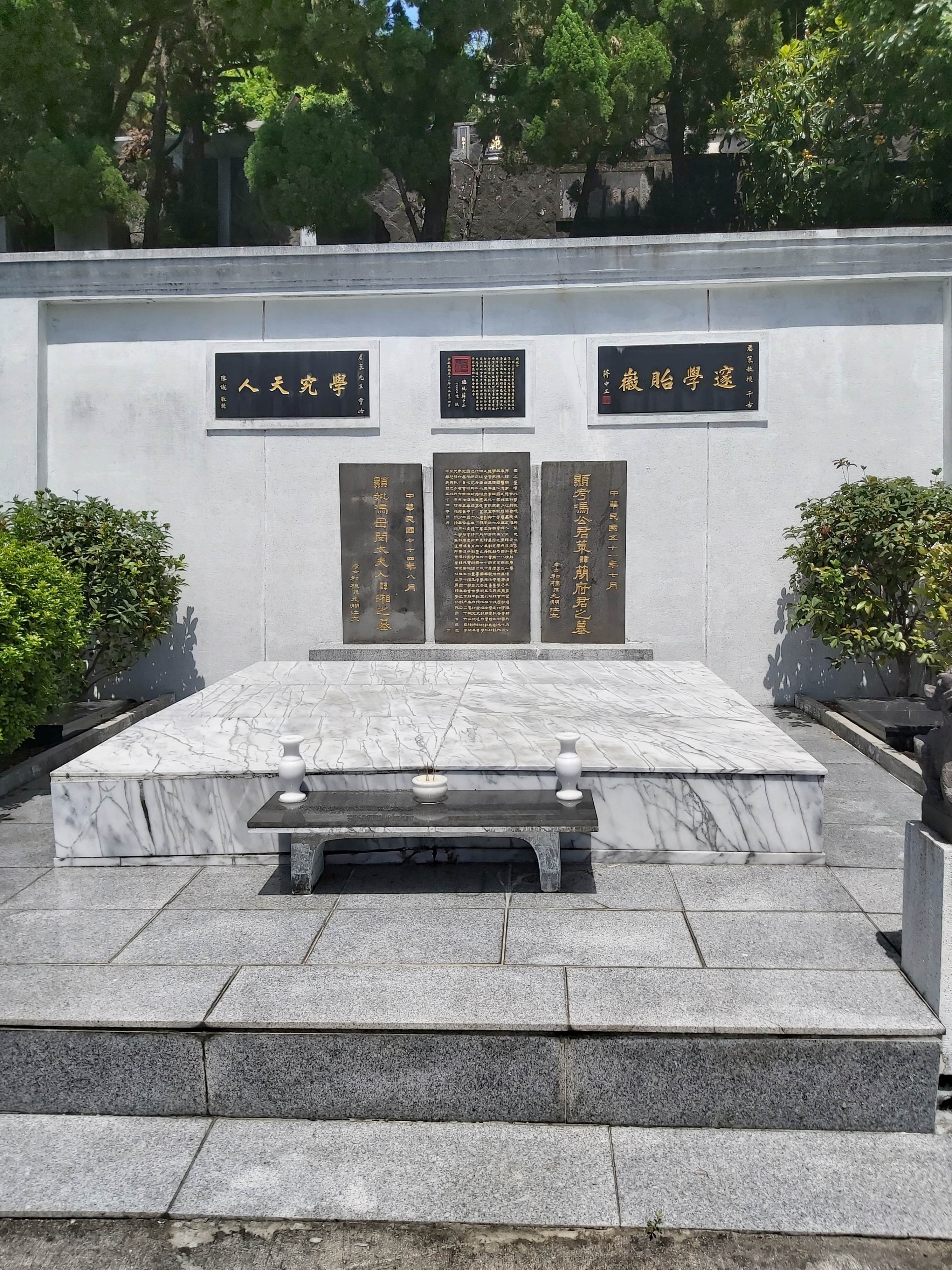
陽明山公墓中的馮簡墓

冯简（1897年—1962年），字君策，江苏嘉定（今属上海）人，工程師與科學家，專長於短波電波通訊。他曾至北極進行電波通訊研究，是中國首位至北極研究的科學家。

## 生平
肄业于南洋公学，1919年赴美国康奈尔大学研习电机工程，获硕士学位。1924年回国后在北平大学工学院工作，始创无线电信学科。1930年，协助南京国民政府创建中央广播电台。抗日战争期间，赴重庆建立中國國際廣播電台，供职于重庆大学工学院。1947年赴北极圈进行短波通讯试验。1949年，担任台湾大学电机系教授，兼任中华民国交通部电波研究所所长等职。
1962年5月26日，因心臟病發，在台灣台北市過世。

## 家庭
其父馮誠求，為清朝貢生。